# Арсельяна, Франсиско
Франсиско «Франц» Арсельяна (англ. Francisco Arcellana; 6 сентября 1916, Манила — 1 августа 2002, Кесон-Сити, Лусон) — филиппинский писатель

, поэт, публицист, литературный критик, журналист. В 1990 году посмертно признан «Народным (национальным) художником в области литературы». Писал на английском языке.

## Биография
Окончил Филиппинский университет, получив степень бакалавра философии и литературы. Читал лекции по английской и сравнительной литературе в альма матер. Позже получил грант Рокфеллера и стажировался в Университете штата Айова
Будучи студентом, опубликовал рассказ «Брак заключен» («A marriage was made»), получивший высокую оценку филиппинской и американкой критики.
Ф. Арсельяна — один из организаторов двух литературных клубов — «Клуба верониканцев» и «варваров» (Клуб писателей Университета Филиппин и Лига филиппинских писателей); с их помощью оказывал влияние на молодых филиппинских писателей, пишущих на английском языке.
Ряд его работ были переведены на филиппинский, малайский, итальянский, немецкий и русский языки.
Похоронен на Кладбище Героев в Тагиге.

## Избранные произведения
- «The Mats»
- «The Flowers of May»
- «How to Read»
- «The Wing of Madness»
- «Divide by Two»
- «A Marriage was Made».